# ایزادورا
ایزادورا (به انگلیسی: Isadora) فیلمی به کارگردانی کارل رایسز با بازی ونسا ردگریو است.

## خلاصه داستان
زندگینامه ایزادورا دانکن، رقصنده باله که برای تغییر عقاید مردم از یک رقاص باله به یک مدل نیمه لخت تبدیل شد…

## جوایز
این فیلم کاندیدای ۱ اسکار (کاندیدای اسکار بهترین بازیگر نقش اول زن) در سال ۱۹۶۹ شد.